# Sofiane Milous
Sofiane Milous [Sofian Milu], (* 1. červenec 1988, Drancy, Francie) je reprezentant Francie v judu. Jeho rodiče pochází z Alžírska.

## Sportovní kariéra
Po odchodu Dmitri Dražána mezi pololehké váhy v roce 2009, scházel ve francouzském týmu kvalitní zástupce ve váze superlehké. V roce 2010 tak dostal příležitost startovat na velkém podniku, mistrovství Evropy – získal zlatou medaili. V dalších letech však roli jednoho z favoritů nepotvrzoval. Body získával pouze ve světovém poháru a v olympijském roce 2012 jich měl dostatek pro kvalifikaci na olympijské kry.
Na olympijských hrách v Londýně měl na úvod velmi těžkého soupeře Šukvaniho. Tradiční souboj francouzského a gruzínského juda probíhal podle předpokladů. Gruzínec útočil do Francouzovi obrany a chybělo pouze lepší dokončení techniky. V polovině zápasu Milous prohrával na juko po Šukvaniho o-goši. V poslední minutě videorozhodčí na protest Francouzů zrušil Gruzínci jeden z kontrů na wazari. Zbývalo 20s do konce zápasu, Gruzínec vědom si náskoku přestal bojovat a to se mu stalo osudným. V čase 7s do konce Milous strhnul Šukvaniho na ippon. Ve druhém kole mu nekladl odpor olympijský výletník Tony Lomo z Šalomounových ostrovů. Ve čtvrtfinále se utkal s favoritem na zlato Japoncem Hiraokou. Hiraoka byl v duelu pasivnější než se čekalo a Kanadský sudí ho ve druhé minutě napomenul za pasivitu. V poslední minutě Japonec dostal druhé napomenutí za příliš defenzivní postoj a tím prohrával na juko. Milous sahal po vítězství, jenže ve stejném čase, kdy zvrátil duel s Gruzíncem neuhlídal Japoncovi nohy a bylo vyrovnáno. V prodloužení jakoby nervozita z Japonce spadla a rozhodčí ho zvolili praporky za vítěze (jusei-gači). Milous v opravách nejprve v taktickém duelu porazil Davťana a v boji o bronz vyzval suveréna superlehké váhy Uzbeka Sabirova. Na Sabirova ten den neměl. Byl třikrát napomínán za bránění úchopu a na konci zápasu svítilo u Uzbeka wazari. Obsadil 5. místo.

## Výsledky
| Turnaj             | 2007 | 2008 | 2009 | 2010 | 2011 | 2012 | 2013 |
| ------------------ | ---- | ---- | ---- | ---- | ---- | ---- | ---- |
| Olympijské hry     | –    | dns  | –    | –    | –    | 5.   | -    |
| Mistrovství světa  | dns  | –    | dns  | úč.  | úč.  | –    | dns  |
| Mistrovství Evropy | dns  | dns  | dns  | 1.   | úč.  | dns  | úč.  |
| ME juniorů         | úč.  | –    | –    | –    | –    | –    | -    |